# Проскурина, Александра Андреевна
Александра Андреевна Проскурина (1913 год, Кубанская область, Российская империя — дата смерти неизвестна) — звеньевая колхоза имени Ленина Курганинского района Краснодарского края. Герой Социалистического Труда (1948).

## Биография
Родилась в 1913 году (по другим сведениям — в 1906, 1912 годах) в крестьянской семье в одном из сельских населённых пунктов Кубанской области. Её отец был партизаном, погибшим в сражениях с белогвардейцами. С начала 1930-х годов трудилась рядовой колхозницей, звеньевой полеводческого звена в колхозе имени Ленина Курганинского района.
В своей работе применяла передовые агротехнические методы, в результате чего в 1945 году звено Александры Проскуриной сдало колхозу в среднем по 22,57 центнера озимой пшеницы с каждого гектара, в 1946 году было получено в среднем по 36,1 центнера пшеницы с каждого гектара на участке площадью 8 гектаров и в 1947 году — 33,67 центнера с каждого гектара на участке площадью 11 гектаров. Указом Президиума Верховного Совета СССР от 6 мая 1948 года «за получение высоких урожаев пшеницы и кукурузы в 1947 году» удостоена звания Героя Социалистического Труда с вручением Ордена Ленина и золотой медали Серп и Молот.
В 1948 году звание Героя Социалистического Труда были удостоены ещё пять работников колхоза имени Ленина, в том числе и его председатель Александр Андреевич Баранов.
Заслуженный работник сельского хозяйства Кубани (09.01.1996).
Проживала в станице Михайловская.
Дата смерти не установлена.